# Teninos

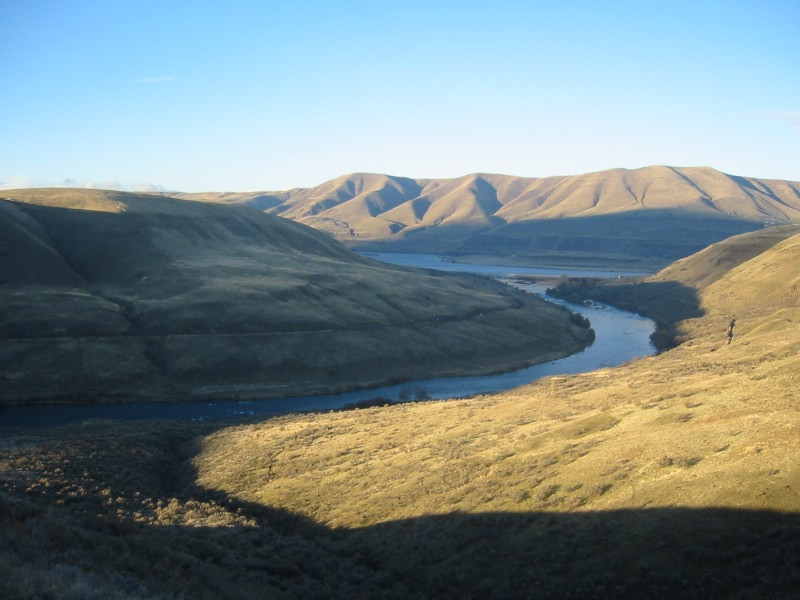
el riu Deschutes en la confluència del Columbia, part de la llar històrica dels teninos.

Els teninos, comunament coneguts actualment com a bandes Warm Springs, són diverses subtribus d'amerindis dels Estats Units de parla sahaptin que històricament ocuparen un territori situat a la part nord-central de l'estat nord-americà d'Oregon. Els teninos inclouen quatre subtribus localitzades: els tygh, o "alt Deschutes;" els wyam, o "baix Deschutes;" els Dalles Tenino; i Dock-Spus, o "John Day." Segons el cens dels Estats Units del 2000 els nadius americans "Warm Springs" sumaven 3.179 individus.
Històricament dividien el seu temps entre campaments d'hivern i campaments d'estiu al riu Columbia. El 1855 el participaren en el Tractat amb les tribus d'Oregon Mitjà, que va ser negociat pel Superintendent d'Afers Indis d'Oregon Joel Palmer. Les bandes de Warm Springs són avui una part de les Tribus Confederades de Warm Springs, que tenen la reserva índia de Warm Springs d'Oregon Central.

## Història

### Descripció
Els teninos eren format per les bandes els tygh, o "alt Deschutes;" els wyam, o "baix Deschutes;" els Dalles Tenino; i Dock-Spus, o "John Day." Aquestes bandes dividien el temps entre els campaments de l'interior d'hivern prop dels subministraments d'aigua i de combustible i els campaments d'estiu, vora llocs rics en pesca a la riba sud del riu Columbia en l'actual centre-nord d'Oregon.
Els teninos parlaven un dialecte del sahaptin, llengua compartida amb els veïns umatilla a l'est. Altres entitats tribals veïnes parlaven altres idiomes, incloent el Wasco i Wishram, situats al nord-oest, que parlaven una de les llengües chinook, els molales al llarg de Cascade Range a l'oest, que parlaven Waiilatpuan, i els paiute del nord al sud, que parlaven una varietat del xoixon.
El poble tenino només recordava històricament una gran guerra amb altres pobles del riu Columbia, una batalla victoriosa contra els molales que els va obligar a marxar a l'altre costat de les muntanyes Cascade. També van lliurar una breu batalla amb els klamaths, un grup que d'altra banda va ser un valuós soci comercial. La tribu tenia com a enemic històric als paiute del nord, però el conflicte entre els dos grups hauria estat "endèmic" segons l'antropòleg G.P. Murdock.

### Economia
Fins al segle xix les bandes Warm Springs eren pobles seminòmades, no practicaven ni l'agricultura ni la cria d'animals domèstics. La pesca del salmó, la caça i la recol·lecció d'aliments silvestres eren les activitats essencials de les bandes tribals. Les tasques es diferenciaven en funció del gènere, els homes s'encarregaven de la cacera i de la majoria de la pesca. Els homes també eren responsables de realitzar tots els estris de pedra, os o banya i van ser responsables de la tala arbres i emmagatzematge de llenya. Els homes també feien caiucs que foren usats per a transport fluvial i per a construir els campaments permanents d'hivern.
Les dones preserven el menjar i el peix assecant o amb fumatge i participaven en la major part del treball de recollida d'aliments d'origen vegetal, incloses baies i altres fruites, arrels, glans i pinyons. Les dones també cuinaven els aliments en cada grup familiar i produïen, reparaven i rentaven la roba. Les dones també fabriquen fils, cordes, cistelles, bosses i estores.
Les dones també eren els principals responsables del desenvolupament del comerç entre els visitants d'altres grups tribals, mentre que al final de l'estiu i tardor partides d'homes fan intercanvis amb altres pobles. Les exportacions dels teninos inclouen salmó sec, oli de peix i pells d'animals. Les importacions inclouen cistelles, cavalls, esclaus, pells de búfal, plomes i petxines.
Les bandes Warm Springs no vivien en comunitat, sinó que més aviat es dividien en grups familiars, cadascun dels quals tenia els seus propis habitatges. Als pobles d'hivern, que ocupaven cada any d'aproximadament novembre a març, cada família tenia dues cases, una cabana feta amb un caiuc oval coberta amb estores i usada per a cuinar i altres activitats quotidianes. En els mesos d'estiu, generalment d'abril a octubre, la banda es traslladaria fins al riu, on les famílies podrien construir habitatges temporals rectangulars amb pals i estores. Aquests es van dividir, mitja utilitzada per dormir i l'altra meitat utilitzada com una àrea coberta per al processament de salmó per al seu ús posterior.

### Cultura
Els teninos participaven en festivals regulars relacionats amb l'obtenció dels aliments bàsics del nou any. Cada abril s'enviava una partida cerimonial a capturar peixos i recol·lectar arrels de wapato per a un gran festival col·lectiu celebrat a la vila dels Dalles Tenino per tots els membres de la tribu llevat la banda Dock-Spus, que ho celebraven per separat. Aquest ritual del Primer Peix era comú entre els pobles amerindis de la costa Nord-oest del Pacific i altiplà del riu Columbia.
Normalment amb els rituals del Primer Peix de la regió, un versat en conjurs verbals específics era cridat a fer ús de la seva habilitat per capturar el peix cerimonial. El peix mai no tocava la terra, però es posava sobre una catifa feta de canyes i era trinxat amb un ganivet tradicional abans de ser cuinat en la forma prescrita i compartit pels membres designats del grup tribal. Després de ser consumit, les espines havien de ser llançades directament de nou a l'aigua perquè no fossin consumits per gossos o altres carnívors i el menjar era per ser seguit per cançons i danses tradicionals. Es creu comunament que l'ànima del Primer Peix tornaria aigües avall amb els altres salmons i relataria la forma respectuosa en què va ser capturat i menjat, per inspirar als altres salmons a viatjar riu amunt i ser tractats amb el mateix honor i respecte.
Arran d'aquest festival la meitat de les famílies del poble partien en una expedició de caça al sud, mentre que la resta restava a la vila estiuenca a la vora del riu, pescant i assecant el peix.
Cada juliol tota la comunitat es congregava novament, aquesta vegada per a participar en una celebració d'àpats de baies i carn de cérvol en l'estiu. Després de la celebració la comunitat es tornava a dividir, la meitat es quedava pescant i fumejant salmó i l'altra meitat marxava a recollir pinyons i baies i a caçar. A l'octubre podien reunir-se per a recollir canyes per a fabricar estores, i després desmuntaven el campament d'estiu i tornaven a l'assentament permanent d'hivern.

### Interacció amb els europeus
Els teninos van ser observats per primera vegada per l'expedició de Lewis i Clark a finals d'octubre de 1805, quan van reclutar diversos membres de la banda per ajudar els Corps a portar les seves embarcacions i equips al voltant de Celilo Falls. Van trighar un dia sencer en traslladar els subministraments mentre altres observaven l'espectacle.
Vora Celilo Falls l'explorador William Clark observà el mètode tradicional per a preservar el salmó:

"Després de ser prou assecat es pica entre dues pedres fines i es posa en una mena de cistella pulcrament feta d'herba i joncs de dos peus de llarg i un diàmetre d'un peu, la cistella està plena de pell del salmó estesa i assecada amb aquest objectiu. En això es pressiona el més fort possible. Quan és completa asseguren la part oberta amb pells de peix a través de la qual es fixen a través dels bucles de la cistella ... molt segura, i després en una situació seca posen aquestes cistelles, la part amb cable cap amunt. Llur costum comú és posar set el més a prop que pot estar dret i cinc a la part superior d'ells, i els fixen amb estores que [són] embolicades al voltant d'ells i les fan ràpidament amb cordes i coberts amb estores. Aquestes dotze cistelles de 90 a 100 lliures formen cadascuna una pila. Així conserven aquells peixos que poden mantenir-se sans i dolços uns anys, segons m'informa aquesta gent."

### Establiment de la reserva Warm Springs
El 25 de juny 1855 el govern dels Estats Units va establir la reserva índia de Warm Springs com a part d'un tractat amb les quatre bandes del poble tenino, així com amb tres de les bandes dels veïns wasco. Els tenino Dalles Tenino, Tygh, Wyam, i Dock-Spus es van veure obligats a marxar de les seves terres històriques a la nova reserva en 1857, amb les bandes wasco i altres veïns de parla chinook en 1858. Segons l'informe de la reserva de 1858-59 uns 850 teninos hi havien estat recol·locats aleshores, mentre que uns altres 160 membres de les bandes Wyam i Dock-Spus encara no havien estat recol·locats.
Aquesta nova reserva era localitzar en terres històricament pertanyents als paiute del Nord, i durant diversos anys després aquesta banda va prendre represàlies contra els seus enemics històrics mitjançant la realització de batudes per cavalls i altres formes de saqueig.
A més de la reserva els teninos tenien dret per tractat d'utilitzar les terres al voltant de Government Camp (Oregon) a Mount Hood. El Mt. Hood Tribal Heritage Center, anomenat Wiwnu Wash, va obrir el Mount Hood Skibowl en 2012.

### Els teninos avui
Avui les bandes de Warm Springs formen part de les Tribus Confederades de Warm Springs. A començaments del segle XXI la tribu tenia 3.405 individus incloent descendents dels grups tribals tenino, wasco, i paiute del nord.